# Liste der Biografien/Uh
Liste der Biografien |
Portal Biografien |
Personensuche
# |
A |
B |
C |
D |
E |
F |
G |
H |
I |
J |
K |
L |
M |
N |
O |
P |
Q |
R |
S |
T |
U |
V |
W |
X |
Y |
Z |
?
 
Ua |
Ub |
Uc |
Ud |
Ue |
Uf |
Ug |
Uh |
Ui |
Uj |
Uk |
Ul |
Um |
Un |
Uo |
Up |
Uq |
Ur |
Us |
Ut |
Uu |
Uv |
Uw |
Ux |
Uy |
Uz
Die Liste der Biografien führt alle Personen auf, die in der deutschsprachigen Wikipedia einen Artikel haben. Dieses ist eine Teilliste mit 372 Einträgen von Personen, deren Namen mit den Buchstaben „Uh“ beginnt.

## Uh

### Uha
- Uhač, Josip (1924–1998), kroatischer Geistlicher, Erzbischof der römisch-katholischen Kirche und Diplomat des Heiligen Stuhls
- Uhac, Lina (* 1979), schwedische Badmintonspielerin
- Uhagón, Luis de (1884–1934), spanischer Tennisspieler
- Uharau, Aljaksej (* 1985), russisch-belarussischer Eishockeyspieler

### Uhd
- Uhde, Andreas (* 1978), deutscher Journalist
- Uhde, August (1807–1861), deutscher Astronom, Mathematiker und Hochschullehrer
- Uhde, Bernd (* 1950), deutscher Fotograf
- Uhde, Bernhard (* 1948), deutscher katholischer Theologe und Universitätsprofessor
- Uhde, Bernhard von (1817–1883), deutscher Jurist und Kirchenpolitiker
- Uhde, Carl (1792–1856), deutscher Kaufmann und Sammler
- Uhde, Constantin (1836–1905), deutscher Architekt und Hochschullehrer
- Uhde, Enno-Ilka (* 1948), deutscher Maler und Regisseur
- Uhde, Friedrich (1880–1966), deutscher Ingenieur und Unternehmer
- Uhde, Fritz von (1848–1911), sächsischer Kavallerieoffizier und MalerFritz von Uhde (1848–1911)

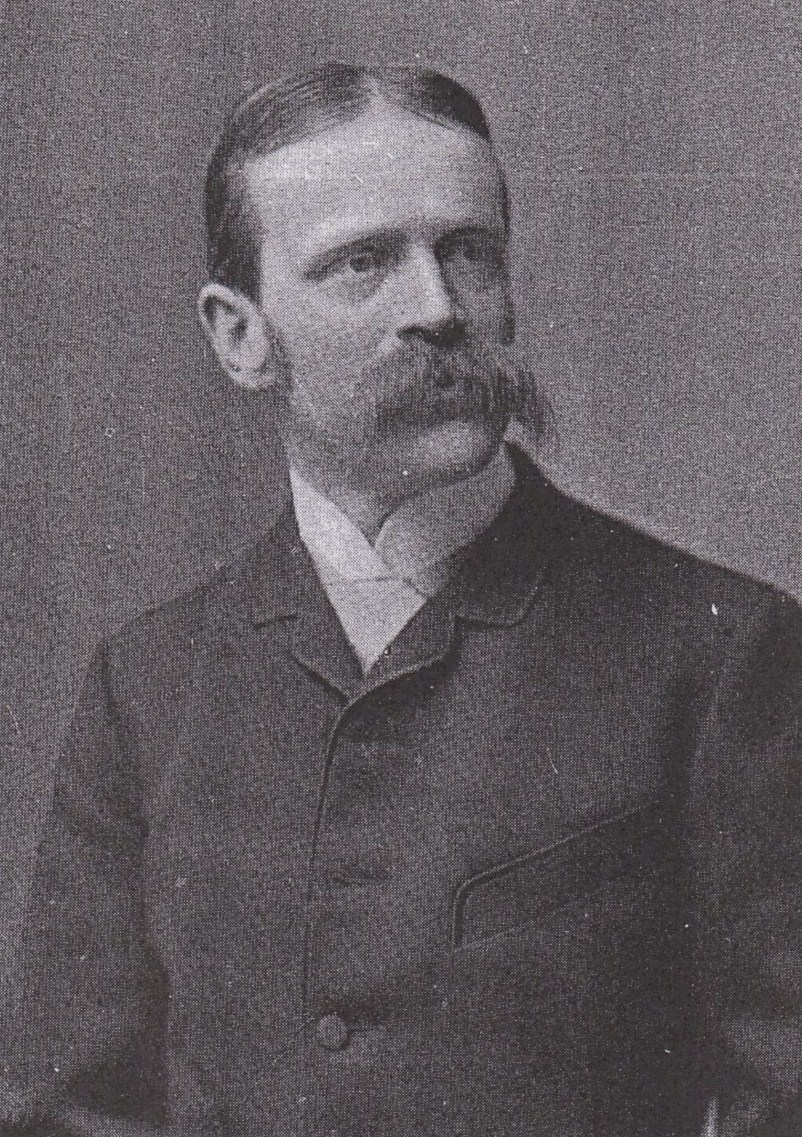
Fritz von Uhde (1848–1911)

- Uhde, Gerhard (1902–1980), deutscher Schriftsteller und Theaterleiter
- Uhde, Heinrich (* 1937), deutscher Jurist, Sachbuchautor und Hundeführer
- Uhde, Hermann (1845–1879), deutscher Journalist, Literaturhistoriker und Theaterwissenschaftler
- Uhde, Hermann (1914–1965), deutscher Opernsänger (Bassbariton)
- Uhde, Jürgen (1913–1991), deutscher Musikwissenschaftler, Pianist, Hochschullehrer und Klavierpädagoge
- Uhde, Karl (1805–1877), deutscher Forstbeamter, Hochschullehrer und Kammerrat
- Uhde, Karl (1813–1885), deutscher Chirurg
- Uhde, Milan (* 1936), tschechischer Schriftsteller und Politiker, Mitglied des Abgeordnetenhauses
- Uhde, Reinhard (1929–2014), deutscher Journalist und Politiker (SPD), MdBB
- Uhde, Sofie von (1886–1956), deutsche Schriftstellerin
- Uhde, Wilhelm (1868–1917), deutscher Schriftsteller Dichter und Komponist
- Uhde, Wilhelm (1874–1947), deutscher Kunstsachverständiger, Autor und GaleristWilhelm Uhde (1874–1947)

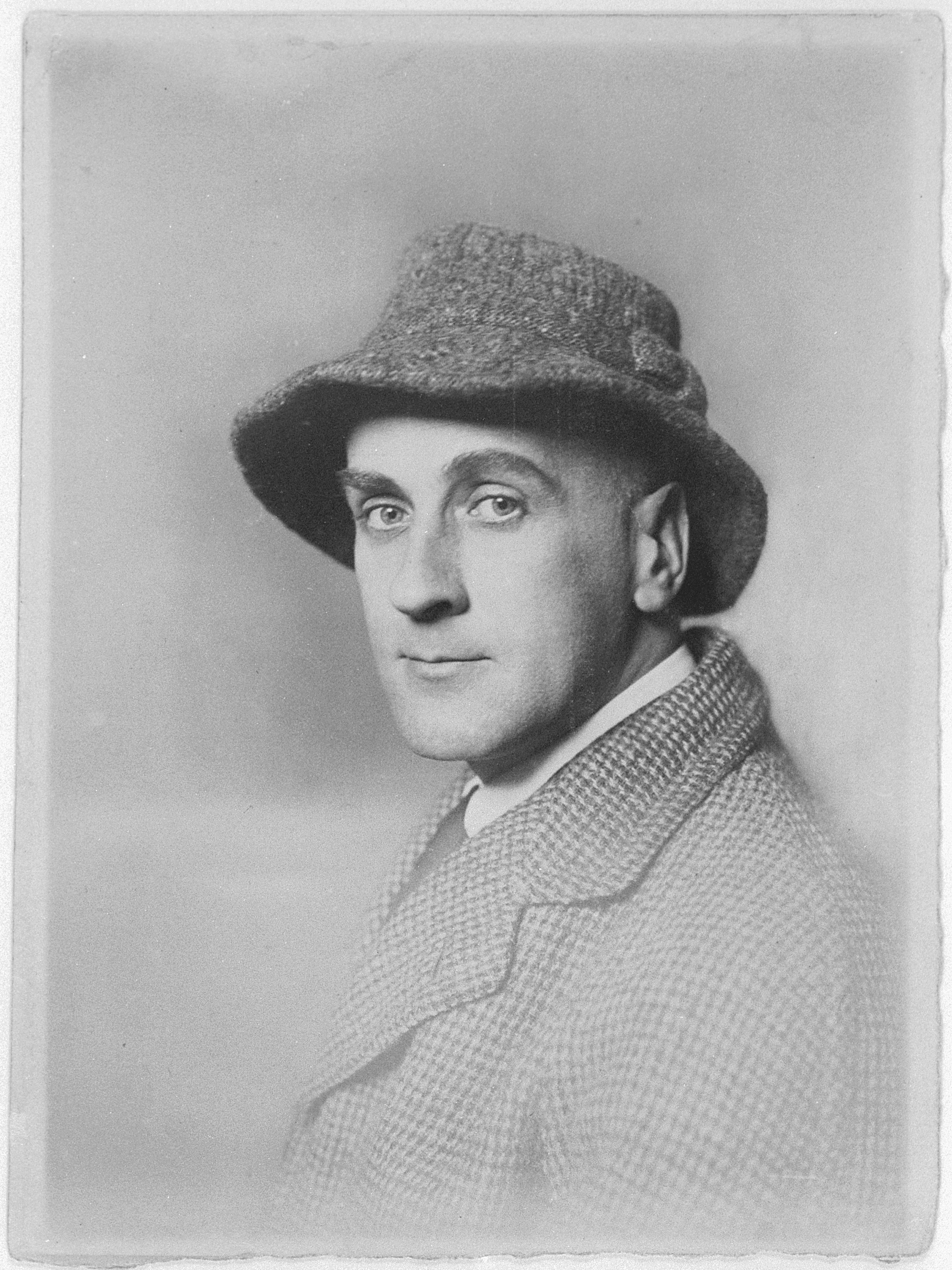
Wilhelm Uhde (1874–1947)

- Uhde-Bernays, Hermann (1873–1965), deutscher Germanist und Kunsthistoriker
- Uhden, Alexander von (1798–1878), deutscher Justizminister und Politiker
- Uhden, Maria (1892–1918), deutsche Malerin und Grafikerin
- Uhden, Marietta (1968–2014), deutsche Sportkletterin
- Uhden, Otto (1827–1908), deutscher Amtsvorsteher und Politiker, MdR
- Uhden, Richard (1900–1939), deutscher Geograph
- Uhden, Wilhelm (1763–1835), preußischer Beamter und Diplomat
- Uhder, Konstantin (1870–1919), evangelisch-lutherischer Pastor, lettischer Märtyrer
- Uhding, Harald († 1993), deutscher Handballfunktionär
- Uhding, Ralf (1960–2016), deutscher Handballspieler und -funktionär

### Uhe
- Uhe, Christopher (* 1968), deutscher Musiker, Komponist und Produzent
- Uher, Anjuschka (* 1990), deutsche Sängerin, Musical-Darstellerin und Schauspielerin
- Uher, Bruno (1912–1976), österreichischer Musiker
- Uher, Dominik (* 1992), deutsch-tschechischer EishockeyspielerDominik Uher (* 1992)

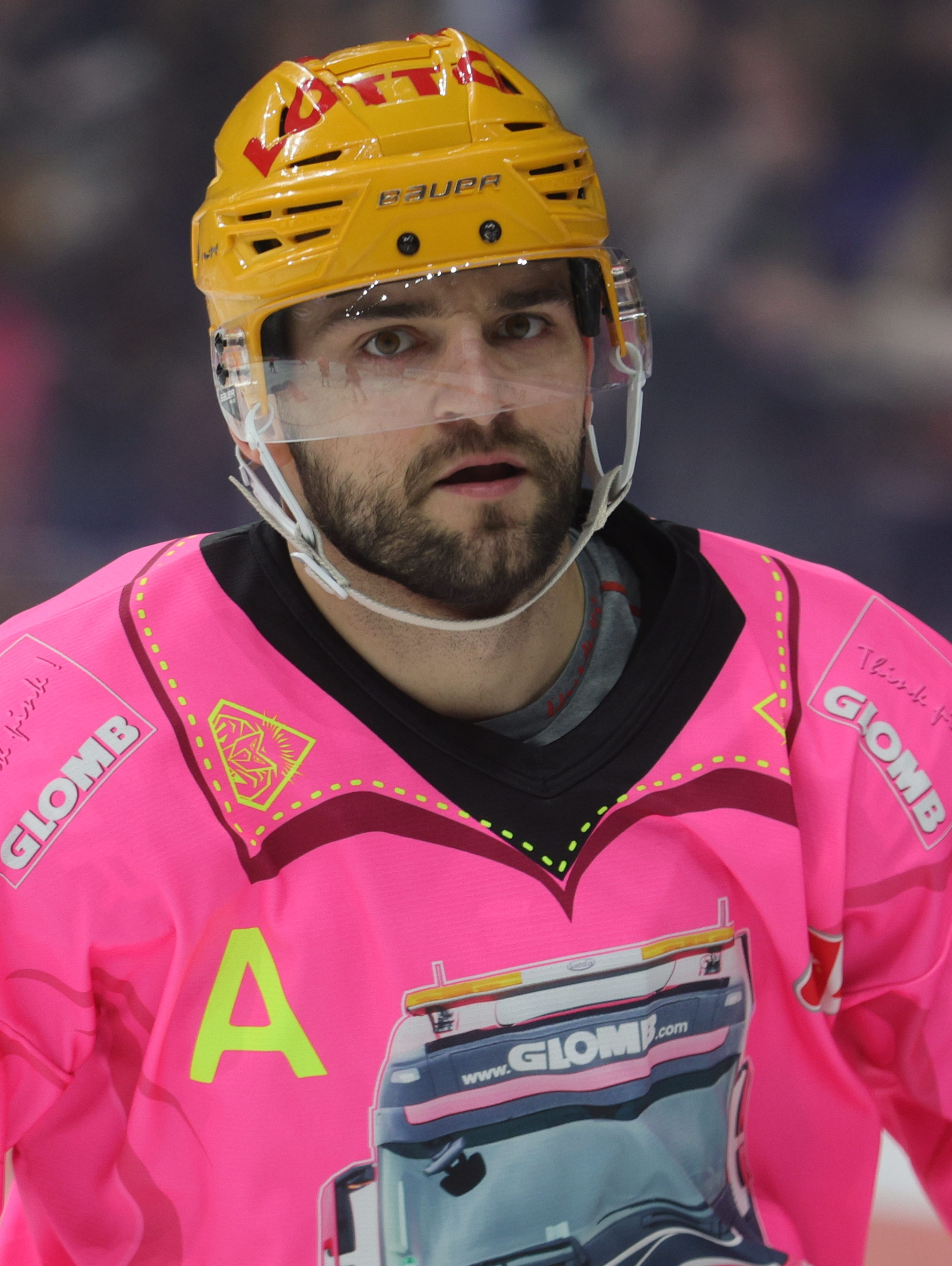
Dominik Uher (* 1992)

- Uher, Edmund (1892–1989), ungarisch-deutscher Unternehmer und Erfinder
- Uher, Hugo (1882–1945), tschechoslowakischer Bildhauer
- Uher, Jan (1891–1942), tschechoslowakischer Pädagoge und Hochschullehrer, Widerstandskämpfer gegen das NS-Regime
- Uher, Natalie (* 1968), österreichische Entwicklungshelferin, Playmate, Fotomodell und Schauspielerin
- Uher, Petr (* 1958), tschechischer Arzt und Reproduktionsmediziner
- Uher, Štefan (1930–1993), slowakischer Filmregisseur und Drehbuchautor
- Uhereczky, Ferenc (1898–1967), ungarischer Radrennfahrer
- Uherek, Milan (1925–2012), tschechischer Chorleiter, Musikpädagoge und Komponist
- Uherka, Ondřej (* 1991), tschechischer Squashspieler

### Uhh
- Uḫḫaziti, König des Landes Arzawa

### Uhi
- Uhing, Joachim (1905–1984), deutscher Ingenieur und Unternehmer
- Uhink, Werner (1896–1973), deutscher Geodät
- Uhiriwe, Byiza Renus (* 2001), ruandischer Radrennfahrer

### Uhl
- Uhl, Alfred (1909–1992), österreichischer Komponist
- Uhl, Ann-Cathrin (* 1996), deutsche Skilangläuferin und Bergläuferin
- Uhl, Anton (1877–1952), deutscher Bürgermeister
- Uhl, Bernd (1946–2023), deutscher katholischer Geistlicher und emeritierter Weihbischof in Freiburg
- Uhl, Berndt (1903–1957), deutscher Theaterschauspieler
- Uhl, Bernhard (* 1960), deutscher Facharzt für Frauenheilkunde und Geburtshilfe
- Uhl, Bianca (* 1997), deutsche Fußballspielerin
- Uhl, Bruno (1895–1990), deutscher Kaufmann
- Uhl, Carl Wilhelm (* 1812), deutscher Porträt- und Genremaler
- Uhl, Christine (1906–1976), deutsche Pädagogin und Erfinderin des sogenannten Uhl-Bauwagens
- Uhl, Dieter (* 1968), deutscher Paläobotaniker und Sektionsleiter für Paläoklima- und Paläoumweltforschung am Senckenberg Forschungsinstitut und Naturmuseum Frankfurt
- Uhl, Dominique (* 1994), deutscher Basketballspieler
- Uhl, Eduard (1813–1892), österreichischer Politiker und Jurist
- Uhl, Edward (1843–1906), amerikanischer Zeitungsverleger
- Uhl, Edward George (1918–2010), US-amerikanischer Ingenieur
- Uhl, Eleanor (1902–1981), US-amerikanische Schwimmerin
- Uhl, Emil (1864–1945), böhmisch-österreichischer Landschaftsmaler, Genremaler und Interieurmaler sowie Fotograf
- Uhl, Ernst (1932–2022), deutscher evangelischer TheologeErnst Uhl (1932–2022)

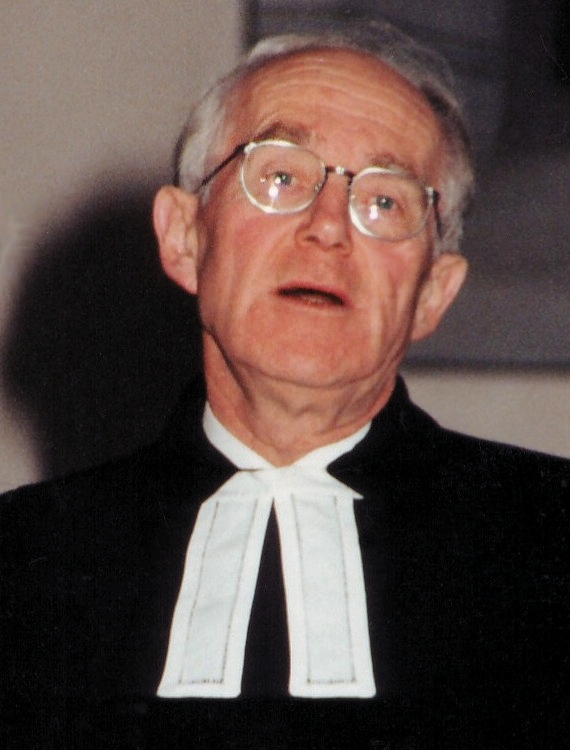
Ernst Uhl (1932–2022)

- Uhl, Franz Xaver (1955–2011), deutscher Politiker (CSU)
- Uhl, Frederick E. (1886–1976), US-amerikanischer Offizier, Generalmajor der US-Army
- Uhl, Friedrich (1825–1906), österreichischer Journalist und Schriftsteller
- Uhl, Friedrich (1882–1953), deutscher Hockeyspieler
- Uhl, Fritz (1928–2001), österreichischer Opernsänger (Tenor)
- Uhl, Gabriele (* 1964), deutsche Zoologin
- Uhl, Hans-Jürgen (* 1951), deutscher Politiker (SPD), MdB
- Uhl, Hans-Karl (1943–2020), österreichischer Politiker (SPÖ), Landtagsabgeordneter
- Uhl, Hans-Peter (1944–2019), deutscher Rechtsanwalt und Politiker (CSU), MdBHans-Peter Uhl (1944–2019)

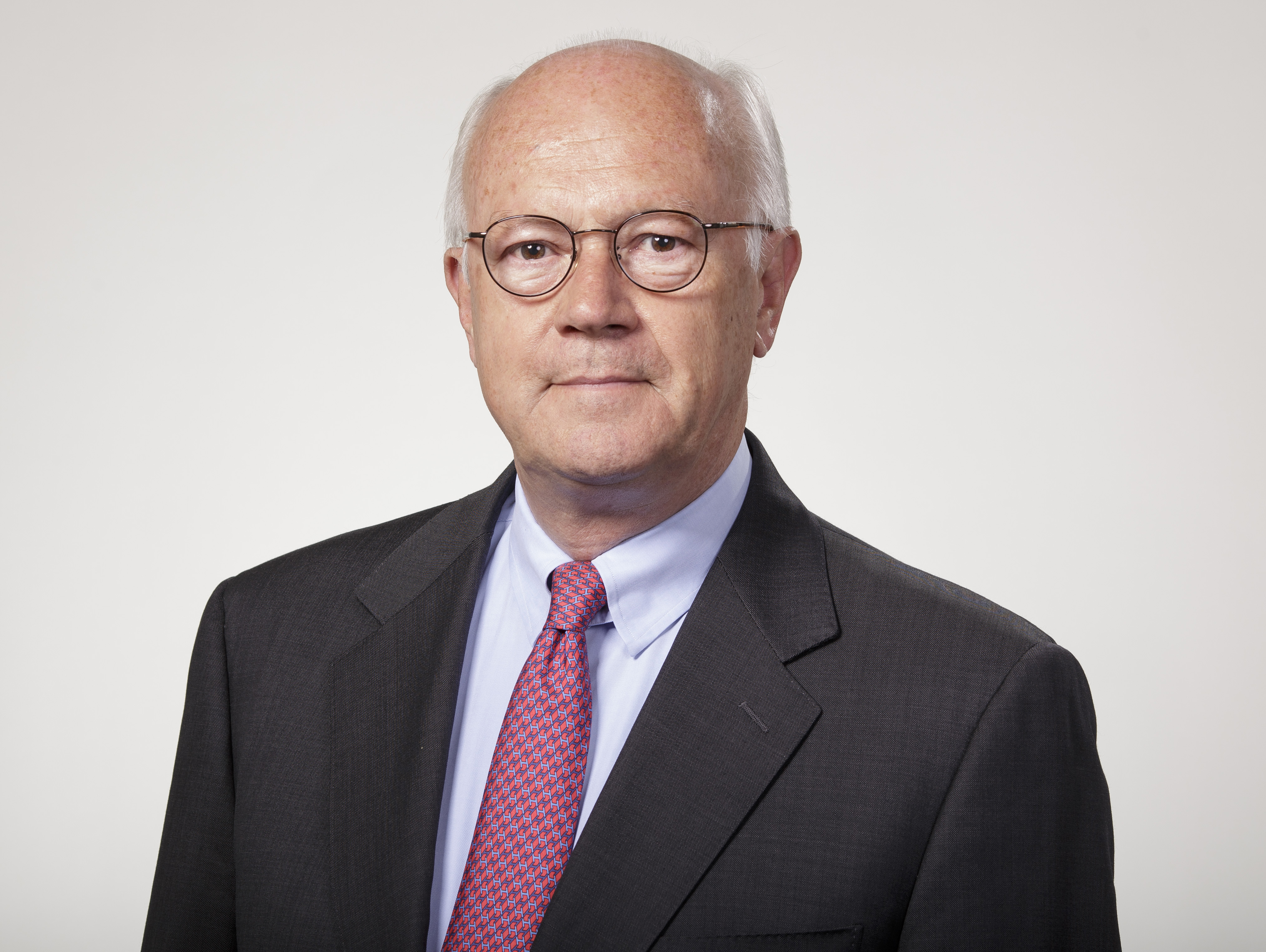
Hans-Peter Uhl (1944–2019)

- Uhl, Harald (1934–2017), österreichischer Hochschullehrer, Kommunalpolitiker, Heimatforscher
- Uhl, Heidemarie (1956–2023), österreichische Historikerin
- Uhl, Hugo (1918–1999), deutscher Steinmetz und Bildhauer
- Uhl, Janne (* 2005), deutsche Volleyballspielerin
- Uhl, Johann Ludwig (1714–1790), deutscher Jurist und Hochschulprofessor
- Uhl, Johann Martin (* 1618), deutscher Mediziner
- Uhl, Johannes (1935–2018), deutscher Architekt
- Uhl, Julius (1903–1934), deutscher Politiker (NSDAP) und SA-Führer
- Uhl, Karl (1886–1966), deutscher Mundartdichter
- Uhl, Karsten (* 1972), deutscher Historiker
- Uhl, Leo (1875–1934), Wiener Volkssänger, Genrehumorist, Schauspieler und Gastwirt
- Uhl, Lisa (* 1987), US-amerikanische Leichtathletin
- Uhl, Louis (1860–1909), österreichischer Maler
- Uhl, Ludwig (1858–1941), deutscher Berufsfotograf
- Uhl, Ludwig (1902–1985), österreichischer Politiker (NSDAP), MdR
- Uhl, Manuela (* 1966), deutsche Konzert- und Opernsängerin (Sopran)
- Uhl, Markus (* 1978), deutscher Organist, Chorleiter, sowie Hochschullehrer
- Uhl, Markus (* 1979), deutscher Politiker (CDU), MdB
- Uhl, Matthias (* 1970), deutscher Historiker
- Uhl, Michael (* 1971), deutscher Theater- und Hörspielregisseur
- Uhl, Moritz (* 2004), deutscher Schauspieler
- Uhl, Nadja (* 1972), deutsche SchauspielerinNadja Uhl (* 1972)

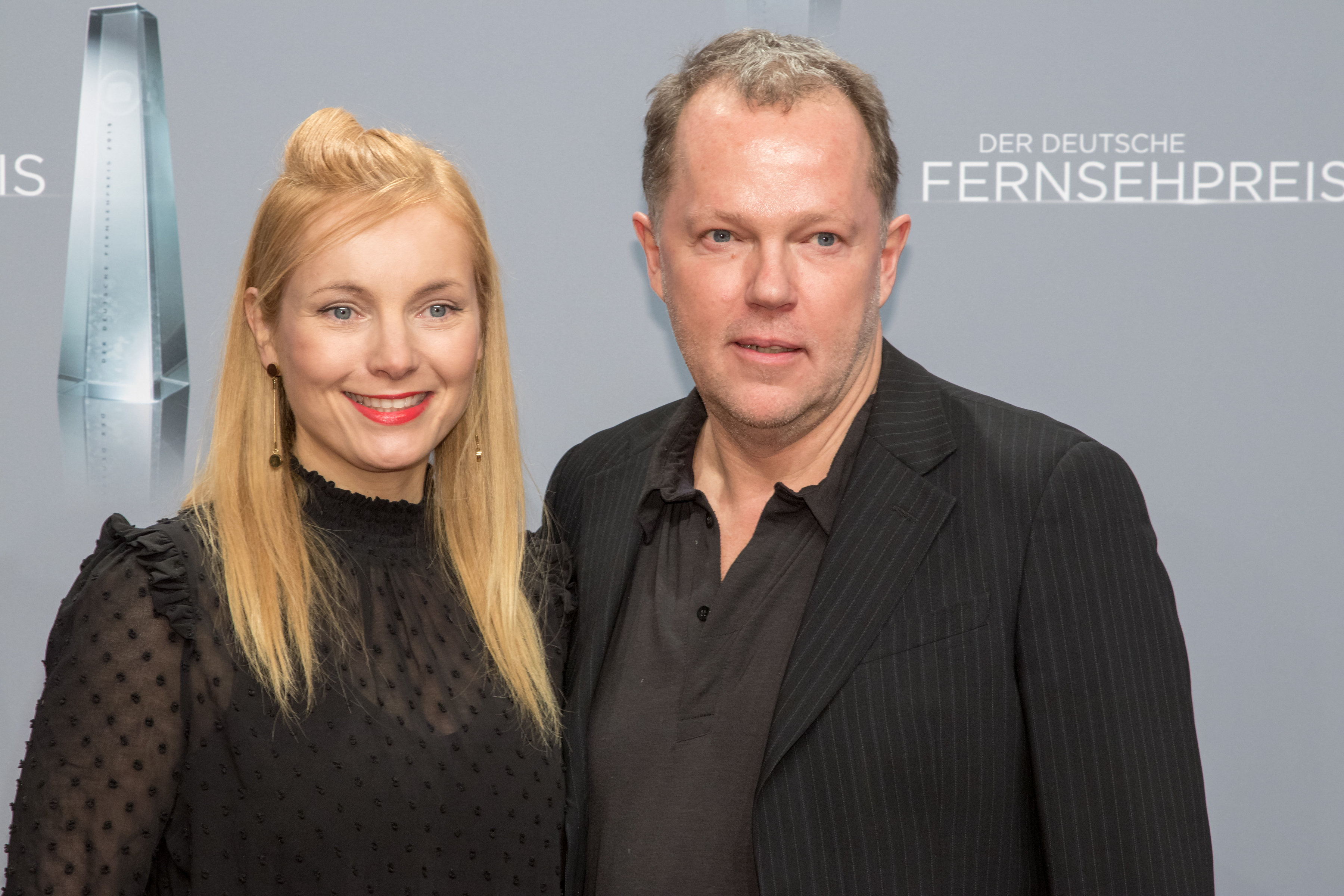
Nadja Uhl (* 1972)

- Uhl, Natalie W. (1919–2017), US-amerikanische Botanikerin
- Uhl, Ottokar (1931–2011), österreichischer Architekt
- Uhl, Petr (1941–2021), tschechischer Publizist und Dissident
- Uhl, Philipp, deutscher Berufsfotograf und Unternehmer
- Uhl, Sabine (1945–2025), deutsche Politikerin (SPD), Bremer Senatorin, MdBü
- Uhl, Siegfried (* 1960), deutscher Pädagoge
- Uhl, Susanne (* 1966), deutsche Politikerin (GAL, Regenbogen), MdHB
- Uhl, Thomas (1969–2015), deutscher Medizininformatiker
- Uhl, Waldemar Helmut (* 1960), deutscher Chirurg und Hochschullehrer
- Uhl, Werner (* 1953), deutscher Chemiker
- Uhl, Wolfgang (* 1944), österreichischer Schauspieler

#### Uhla
- Uhlaender, Katie (* 1984), US-amerikanische Skeletonpilotin
- Uhland, Erich (1926–1988), deutscher Schauspieler, Hörspielsprecher und Sänger
- Uhland, Ludwig (1787–1862), deutscher Jurist, Dichter und PolitikerLudwig Uhland (1787–1862)

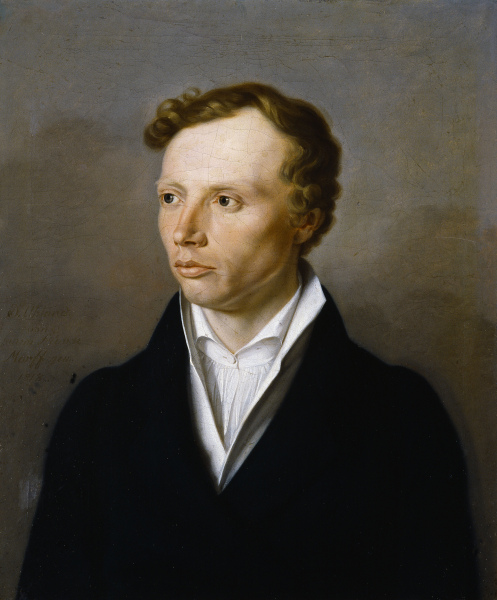
Ludwig Uhland (1787–1862)

- Uhland, Ludwig (1888–1945), deutscher SA-Führer
- Uhland, Ludwig Josef (1722–1803), deutscher evangelischer Theologe
- Uhland, Robert (1916–1987), deutscher Landeshistoriker und Archivar
- Uhland, Wilhelm Heinrich (1840–1907), deutscher Ingenieur

#### Uhle
- Uhle, Antje (* 1973), deutsche Jazzmusikerin (Piano, Komposition)
- Uhle, Arnd (* 1971), deutscher Rechtswissenschaftler
- Uhle, August Georg (1737–1804), deutscher lutherischer Theologe
- Uhle, Claudia (* 1976), deutsche Sängerin
- Uhle, Detlef (* 1961), deutscher Kriya-Yoga-Lehrer
- Uhle, Hans Jacob († 1702), deutscher Bildhauer
- Uhle, Heinrich (1842–1925), deutscher Gymnasiallehrer, Klassischer Philologe und Indologe
- Uhle, Karl (1887–1969), deutscher Fußballspieler
- Uhle, Marietta (* 1980), deutsche Schwimmerin
- Uhle, Max (1856–1944), deutscher ArchäologeMax Uhle (1856–1944)

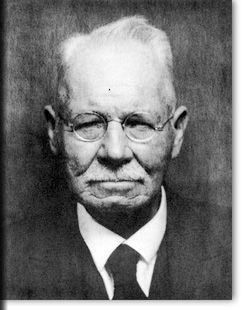
Max Uhle (1856–1944)

- Uhle, Paul (1827–1861), deutscher Pathologe
- Uhle, Paul (1856–1930), deutscher Pädagoge und Archivar
- Uhle, Reinhard (1890–1973), deutscher Politiker (LDPD), sächsischer Landesminister
- Uhle, Ulrich (1897–1945), deutscher Politiker (NSDAP), MdR
- Uhle, Wolfgang (1512–1594), Pestpfarrer von Annaberg
- Uhle-Wettler, Franz (1927–2018), deutscher Generalleutnant und Militärhistoriker
- Uhle-Wettler, Reinhard (* 1932), deutscher Offizier
- Uhlemann, Detlef (* 1949), deutscher Langstreckenläufer
- Uhlemann, Friedrich Gottlob (1792–1864), deutscher evangelischer Theologe, Philosoph und Orientalist
- Uhlemann, Friedrich Herrmann (1835–1917), deutscher Unternehmer und Politiker, MdR
- Uhlemann, Gerda (* 1945), deutsche Fünfkämpferin, Weitspringerin und Hürdenläuferin
- Uhlemann, Guido (1824–1904), deutscher Gutsbesitzer und konservativer Politiker, MdL (Königreich Sachsen)
- Uhlemann, Heinz R. (1903–2000), deutscher Kunsthistoriker
- Uhlemann, Horst (1928–2011), deutscher Verleger
- Uhlemann, Max (1829–1862), deutscher Ägyptologe
- Uhlemann, Paul (* 2001), deutscher Schauspieler
- Uhlemann, Tim (* 1999), deutscher Basketballspieler
- Uhlemayr, Benedikt (1871–1942), Gymnasiallehrer, Aktivist der Freiwirtschaftsbewegung, Autor
- Uhlemeyer, Richard (1900–1954), deutscher Kunsthandwerker und Unternehmer
- Uhlen, Annette (* 1959), deutsche Schauspielerin
- Uhlen, Gisela (1919–2007), deutsche Schauspielerin
- Uhlen, Susanne (* 1955), deutsche Schauspielerin und RegisseurinSusanne Uhlen (* 1955)

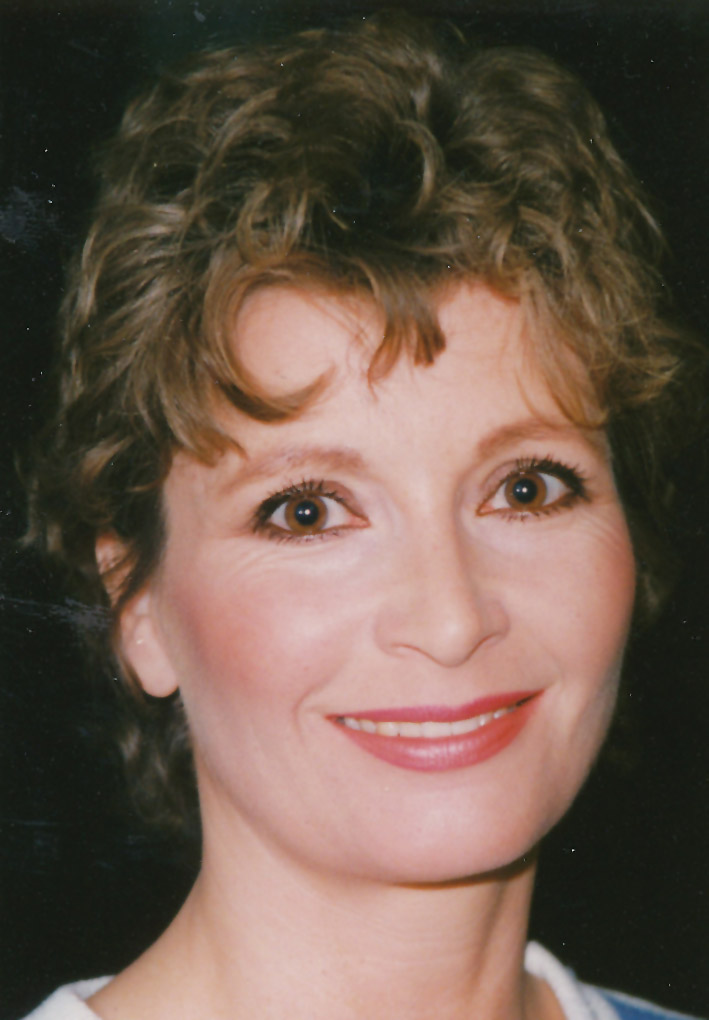
Susanne Uhlen (* 1955)

- Uhlen, Thomas (* 1985), deutscher Politiker (CDU)
- Uhlenbeck, George Eugene (1900–1988), US-amerikanischer Physiker
- Uhlenbeck, Karen (* 1942), US-amerikanische Mathematikerin
- Uhlenberg, Eckhard (* 1948), deutscher Politiker (CDU), MdL
- Uhlenbrock, Detlev (* 1949), deutscher Radiologe und Fachbuchautor
- Uhlenbrock, Dionora (1901–1944), deutsche Steyler Missionsschwester und Märtyrin
- Uhlenbrock, Klaus (* 1964), deutscher Autor
- Uhlenbrock, Siegfried (1939–2013), deutscher Sänger und KomponistSiegfried Uhlenbrock (1939–2013)

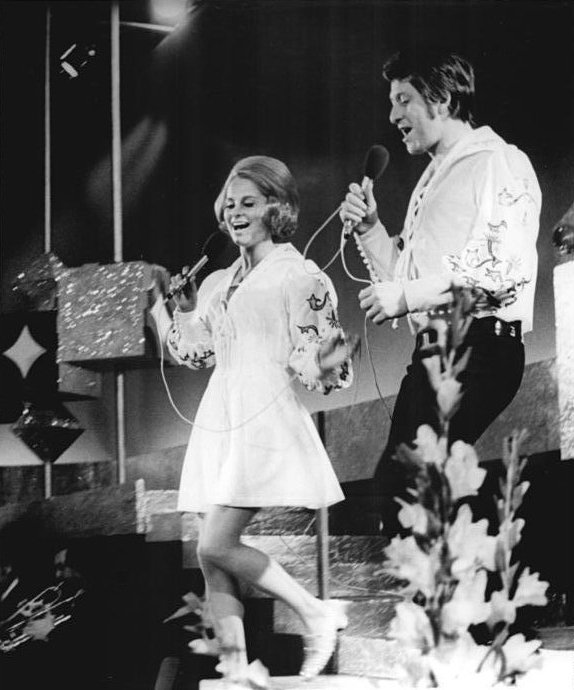
Siegfried Uhlenbrock (1939–2013)

- Uhlenbrock, Tim Morten (* 1985), deutscher Sänger und Schauspieler
- Uhlenbroek, Charlotte (* 1968), britische Zoologin und Fernsehmoderatorin
- Uhlenbroock, Kurt (1908–1992), deutscher SS-Standortarzt im KZ Auschwitz
- Uhlenbruch, Iris, deutsche Drehbuchautorin
- Uhlenbruck, Gaby (* 1965), deutsche Hockeyspielerin
- Uhlenbruck, Gerhard (1929–2023), deutscher Mediziner und Aphoristiker
- Uhlenbruck, Paul (1897–1969), deutscher Internist
- Uhlenbruck, Wilhelm (1930–2023), deutscher Jurist
- Uhlenbusch, Jürgen (* 1935), deutscher Physiker und Hochschullehrer
- Uhlendahl, Heinrich (1886–1954), deutscher Bibliothekar
- Uhlendorf, Kim (* 1997), deutsche Leichtathletin
- Uhlendorff, Louis Wilhelm (1824–1905), deutscher Mühlenbesitzer und Politiker (DFP), MdR
- Uhlenhaut, Rudolf (1906–1989), deutscher Ingenieur, Vorstandsmitglied der Daimler-Benz AG
- Uhlenhut, Achim (* 1965), deutscher Ingenieur, Journalist und Autor zum Verkehrs- und Straßenbahnwesen
- Uhlenhut, Manfred (1941–2018), deutscher Fotograf und Bildjournalist
- Uhlenhuth, Carl Christoph (1835–1910), deutscher Eisenbahningenieur
- Uhlenhuth, Eberhard Henry (1928–2016), US-amerikanischer Psychiater, Forscher auf dem Gebiet der Psychopharmakologie von Angststörungen
- Uhlenhuth, Eduard (1821–1899), deutscher Pädagoge, Chemiker, Bildhauer, Kartograph und Fotopionier
- Uhlenhuth, Eduard (1853–1919), deutscher Fotograf
- Uhlenhuth, Eduard (1885–1961), österreichisch-US-amerikanischer Anatom
- Uhlenhuth, Marianne (1895–1978), deutsche Kunstlehrerin, Gebrauchsgraphikerin, Textilgestalterin und freie Künstlerin
- Uhlenhuth, Paul (1870–1957), deutscher Bakteriologe und Hygieniker
- Uhlenhuth, Walthari Teja (1881–1965), deutscher Fotograf
- Uhlenküken, Heinz Ludger (1928–2015), deutscher Jurist, Oberstadtdirektor und Politiker (CDU)
- Uhler, Caroline (* 1983), Schweizer Statistikerin
- Uhler, Margareth, Opfer der Hexenverfolgung
- Uhler, Philip Reese (1835–1913), US-amerikanischer Bibliothekar und Entomologe

#### Uhlf
- Uhlfelder, Abraham († 1813), bayerischer Hoffaktor und Vorsteher der jüdischen Gemeinde Münchens
- Uhlfelder, Emil Julius (1871–1935), deutscher Chemiker
- Uhlfelder, Hermann (1867–1949), deutscher Architekt

#### Uhlh
- Uhlhorn, Christiane (1927–2016), deutsche Politikerin (CDU), MdL
- Uhlhorn, Diedrich (1764–1837), deutscher Erfinder der Kniehebelpresse
- Uhlhorn, Diedrich junior (1843–1915), deutscher Ingenieur und Obstzüchter
- Uhlhorn, Friedrich (1860–1937), deutscher evangelischer Pastor, Theologe und Kirchenhistoriker
- Uhlhorn, Friedrich (1894–1978), deutscher Historiker und Hochschullehrer
- Uhlhorn, Gerhard (1826–1901), evangelisch-lutherischer Theologe und Abt des Klosters Loccum

#### Uhli
- Uhliarik, Rudolf, tschechoslowakischer Radrennfahrer
- Uhlich, Adam Gottfried (1718–1753), Schauspieler, Schriftsteller
- Uhlich, Doris (* 1977), österreichische PerformancekünstlerinDoris Uhlich (* 1977)

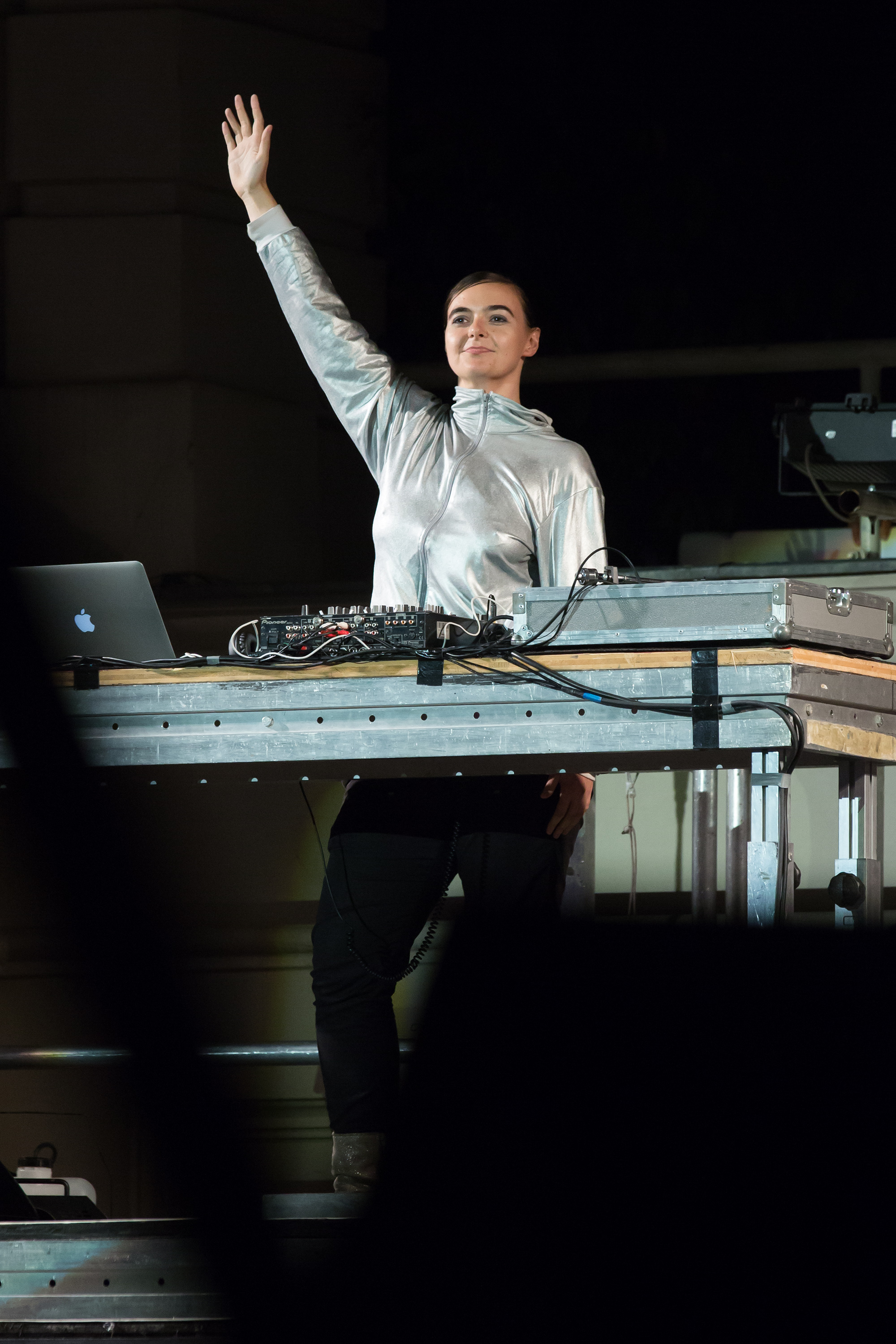
Doris Uhlich (* 1977)

- Uhlich, Erich (1915–2007), deutscher Politiker (SED), MdV, Oberbürgermeister von Leipzig
- Uhlich, Herbert (1899–1973), deutscher Filmproduzent
- Uhlich, Leberecht (1799–1872), deutscher Theologe
- Uhlich, Paul (1859–1905), deutscher Geodät, Markscheider und Hochschullehrer
- Uhlig, Alexander (* 1965), deutscher Kommunalpolitiker (parteilos)
- Uhlig, Alexandra (* 1981), deutsche Handballspielerin
- Uhlig, Anneliese (1918–2017), deutsch-amerikanische Schauspielerin und Journalistin
- Uhlig, Bettina (* 1969), deutsche Kunstpädagogin
- Uhlig, Carl (1872–1938), deutscher Meteorologe und Geograph
- Uhlig, Carl Friedrich (1789–1874), Musikinstrumentebauer, Erfinder der Chemnitzer Konzertina
- Uhlig, Charlotte (* 1989), deutsche Synchronsprecherin und Hörspielsprecherin
- Uhlig, Christa (* 1947), deutsche Pädagogin
- Uhlig, Christian (* 1931), deutscher Buchhändler und Wirtschaftswissenschaftler
- Uhlig, Christian (* 1944), deutscher Baukeramiker und Plastiker
- Uhlig, Christian Friedrich (1774–1848), deutscher Kirchenbaumeister
- Uhlig, Claus (1936–2015), deutscher Anglist
- Uhlig, Egon (1929–2009), deutscher Chemiker
- Uhlig, Elena (* 1975), deutsche Schauspielerin, Autorin und FernsehmoderatorinElena Uhlig (* 1975)

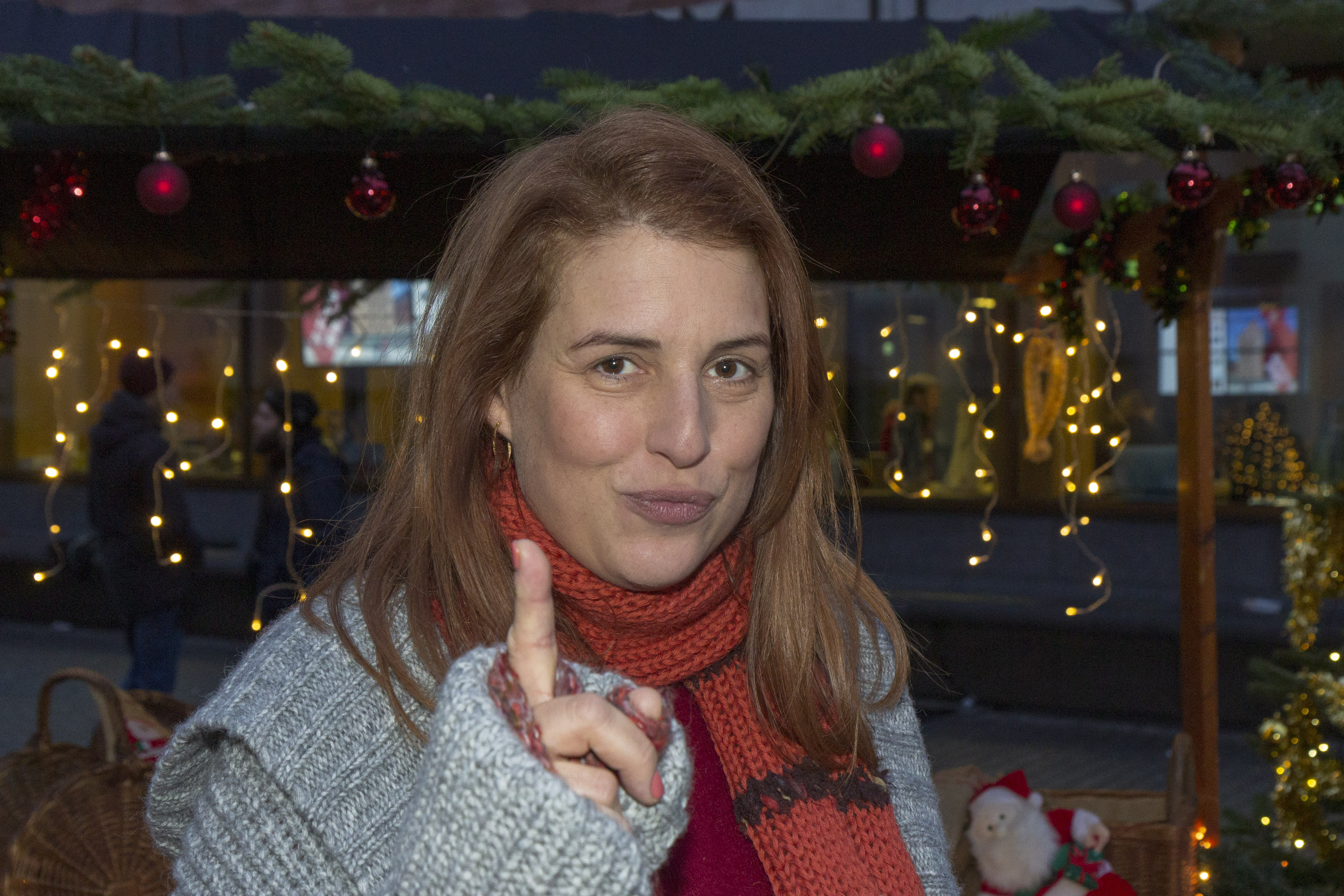
Elena Uhlig (* 1975)

- Uhlig, Florian (* 1974), deutscher Pianist
- Uhlig, Florian (* 1995), österreichischer Fußballspieler
- Uhlig, Frank (* 1955), deutscher Fußballspieler
- Uhlig, Georg (* 1881), deutscher Amtshauptmann und Landrat
- Uhlig, Gerald (1953–2018), deutscher Regisseur, Schauspieler, Autor, Galerist und Gastronom
- Uhlig, Gerd (1927–2020), deutscher Generalleutnant der VP
- Uhlig, Gerhard (1924–2015), deutscher Maler, Grafiker, Fotograf und Kunstdidaktiker
- Uhlig, Gitta (1960–2018), deutsche Casterin
- Uhlig, Gottfried (1928–2019), deutscher Pädagoge
- Uhlig, Günther (1937–2021), deutscher Architekt und Architekturtheoretiker
- Uhlig, Gustav (1838–1914), deutscher Klassischer Philologe und Gymnasialdirektor
- Uhlig, Harald (1922–1994), deutscher Geograph
- Uhlig, Harald (* 1961), deutscher Ökonom und Professor an der University of Chicago
- Uhlig, Helmut (1922–1997), deutscher Literaturkritiker, Asienexperte und Schriftsteller
- Uhlig, Helmut (1942–2014), deutscher Basketballspieler
- Uhlig, Henri (* 2001), deutscher RadrennfahrerHenri Uhlig (* 2001)

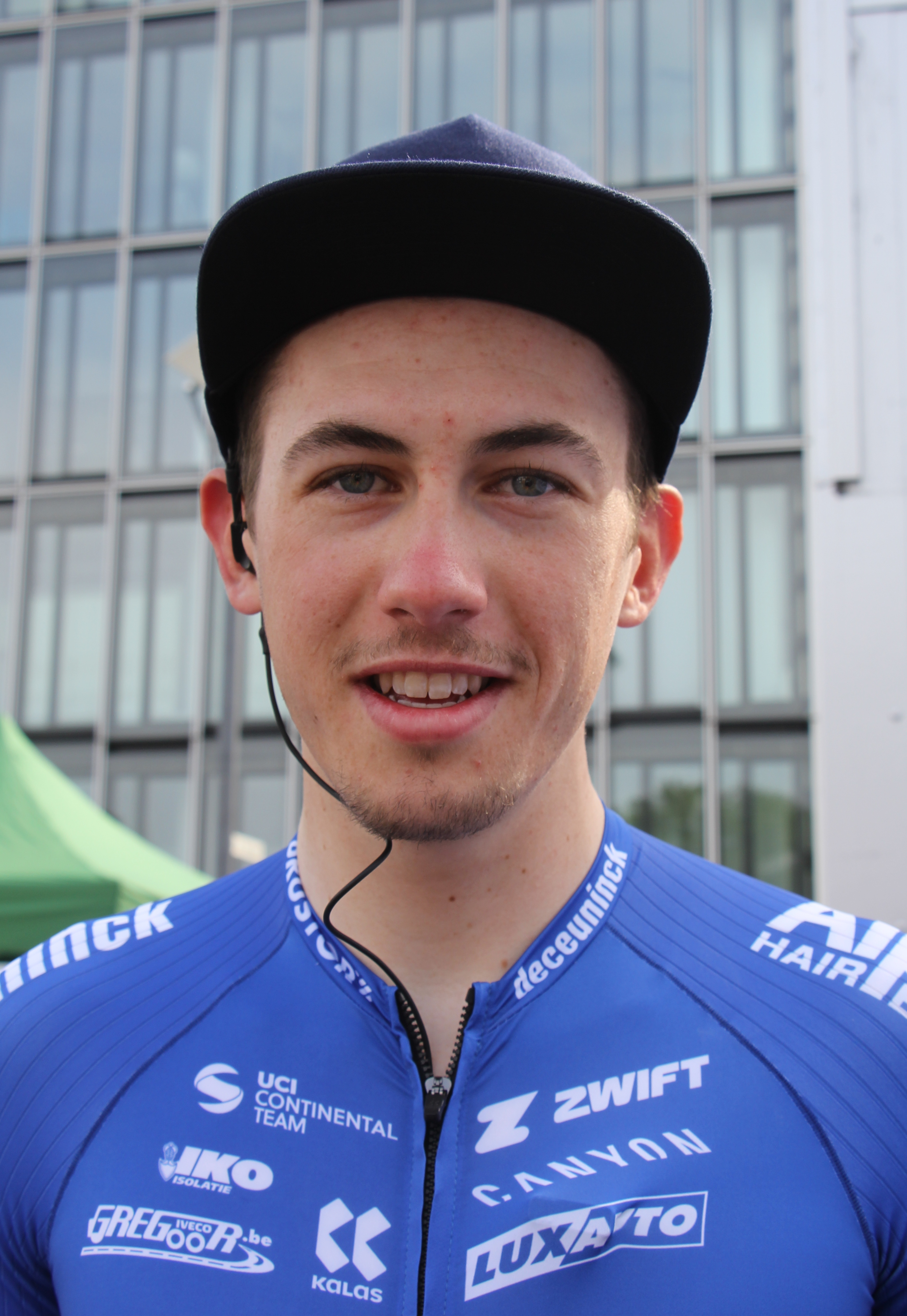
Henri Uhlig (* 2001)

- Uhlig, Hermann (1871–1942), deutscher Pädagoge und Heimatforscher des Erzgebirges
- Uhlig, Irmgard (1910–2011), deutsche Malerin und Bergsteigerin
- Uhlig, Johann Emanuel Samuel (1749–1822), deutscher Strumpfwirker
- Uhlig, Johannes (* 1869), deutscher romantischer Maler
- Uhlig, Johannes (1899–1989), deutscher Botaniker und Lehrer
- Uhlig, Karin (* 1964), österreichische Schriftstellerin und Tierärztin
- Uhlig, Karl Otto (1872–1950), deutscher Politiker (SPD), Innenminister von Sachsen (1919–1920), MdR
- Uhlig, Katrin (* 1982), deutsche Politikerin (Grüne), MdB
- Uhlig, Klaus (* 1932), deutscher Architekt und bildender Künstler
- Uhlig, Kurt (1887–1943), deutscher Schauspieler
- Uhlig, Kurt (1888–1958), deutscher Politiker (SPD), MdR
- Uhlig, Laura (* 1985), deutsche Schauspielerin
- Uhlig, Manfred (1927–2019), deutscher Entertainer, Radio- und Fernsehmoderator
- Uhlig, Marcus (* 1971), deutscher Fußballfunktionär
- Uhlig, Max (* 1937), deutscher Maler
- Uhlig, Maximilian (* 1993), österreichischer Fußballspieler und -trainer
- Uhlig, Michael (1896–1966), deutscher Maler
- Uhlig, Mirko (* 1981), deutscher Drone- und Experimentalmusiker
- Uhlig, Oskar, deutscher Eiskunstläufer
- Uhlig, Otto (1902–1984), deutscher Heimatforscher und Regierungsrat
- Uhlig, Peter (* 1938), deutscher Badmintonspieler
- Uhlig, Peter (1940–1971), deutscher Motorsportler
- Uhlig, Peter (* 1952), deutscher Beamter
- Uhlig, Petra (* 1954), deutsche Handballspielerin
- Uhlig, Ralph (* 1947), deutscher Historiker und Hochschullehrer
- Uhlig, Reinhard (1935–2007), deutscher Leiter des Haftkrankenhauses der DDR-Staatssicherheit
- Uhlig, Rudolf (1909–2003), deutscher Maler, Grafiker und Kirchenmusiker
- Uhlig, Samuel (1672–1743), deutscher Strumpfwirker
- Uhlig, Siegbert (* 1939), deutscher Äthiopist
- Uhlig, Theodor (1822–1853), deutscher Musiker, Publizist und Komponist
- Uhlig, Tino (* 1976), deutscher Behindertensportler
- Uhlig, Tobias (* 1992), deutscher prähistorischer Archäologe
- Uhlig, Torsten (* 1975), deutscher evangelischer Theologe und Alttestamentler
- Uhlig, Viktor (1857–1911), österreichischer Geologe und Paläontologe
- Uhlig, Volker (* 1949), deutscher Kommunalpolitiker (CDU)
- Uhlig, Volkhard (* 1941), deutscher Basketballnationalspieler
- Uhlig, Walter (1925–2006), deutscher Opernsänger (Tenor)
- Uhlig, Wilhelm (1885–1945), deutscher römisch-katholischer Geistlicher und Märtyrer
- Uhlig, Wilhelm (1891–1945), deutscher Verwaltungsjurist und Polizeipräsident
- Uhlig, Wilhelm (* 1930), deutscher Bildhauer
- Uhlik, Josip (1921–2021), jugoslawischer Architekt und Stadtplaner
- Uhlik, Kurt, österreichischer Beamter im Bundesministerium für Verkehr
- Uhlíková, Ilona (* 1954), tschechoslowakische Tischtennisspielerin
- Uhlíř, František (* 1950), tschechischer Kontrabassist des Modern Jazz
- Uhlir, Robert (1900–1982), österreichischer Politiker (SPÖ), Abgeordneter zum Nationalrat
- Uhlířová, Vladimíra (* 1978), tschechische Tennisspielerin
- Uhlirz, Karl (1854–1914), österreichischer Historiker
- Uhlirz, Mathilde (1881–1966), österreichische Historikerin
- Uhlisch, Karl Theodor (1891–1958), deutscher Komponist
- Uhlisch, Rudolf (1926–2017), deutscher Gebrauchsgrafiker
- Uhlitz, Otto (1923–1987), deutscher Staatssekretär im Senat für Justiz
- Uhlitzsch, Heinz (1893–1971), deutscher Eisenhütteningenieur

#### Uhlm
- Uhlman, Fred (1901–1985), deutscher Rechtsanwalt, Maler und SchriftstellerFred Uhlman (1901–1985)

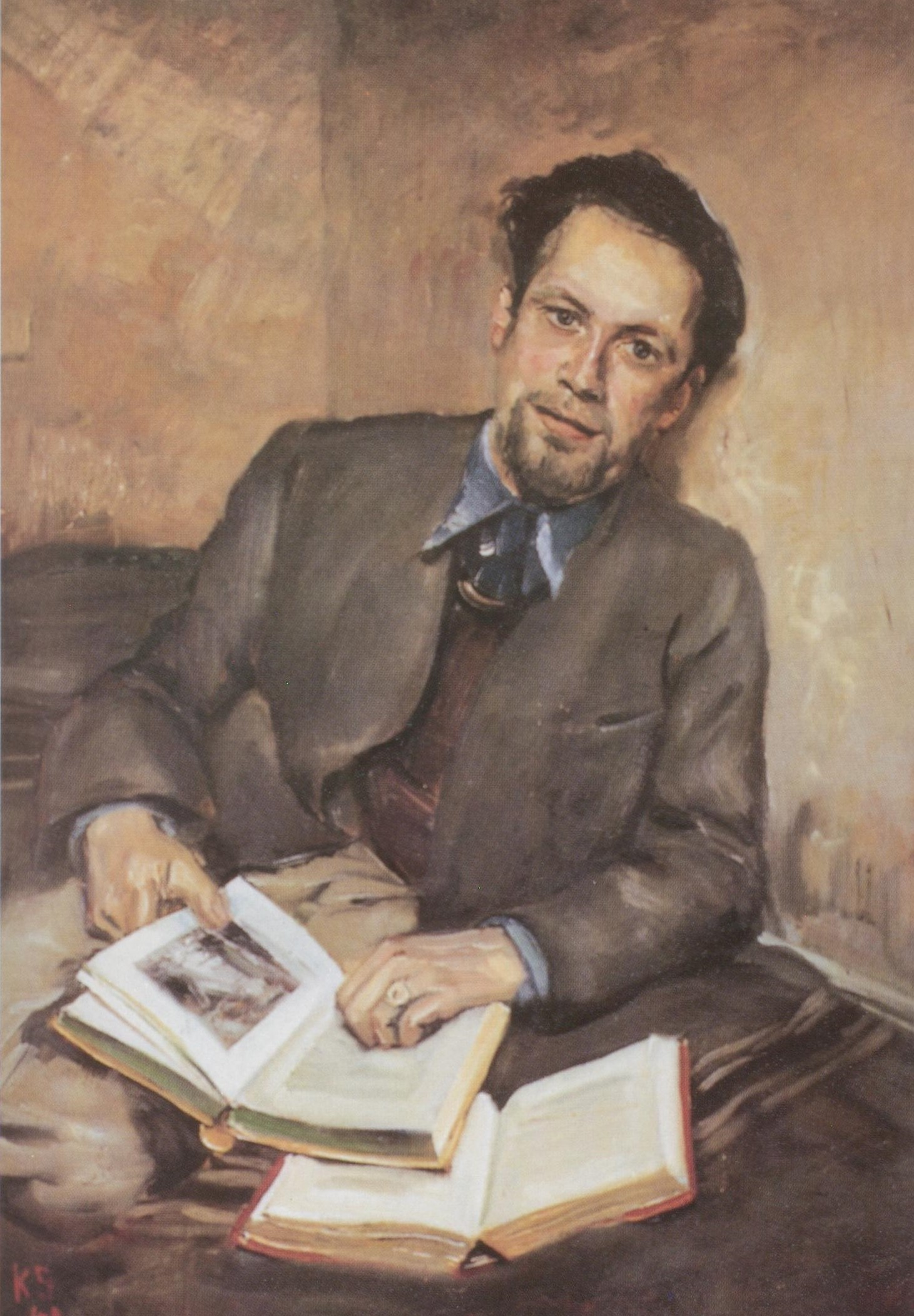
Fred Uhlman (1901–1985)

- Uhlmann, Albert (1884–1945), deutscher Architekt und Bauunternehmer
- Uhlmann, Armin (* 1930), deutscher theoretischer Physiker
- Uhlmann, Bernd (* 1939), deutscher Motorsportler
- Uhlmann, Dietrich (1930–2018), deutscher Hydrobiologe
- Uhlmann, Eckart (* 1958), deutscher Maschinenbauingenieur und Hochschullehrer
- Uhlmann, Eduard (1888–1974), deutscher Zoologe
- Uhlmann, Ekkehard (* 1959), deutscher Politiker (KPD), MdL
- Uhlmann, Eric (* 2003), deutscher Fußballspieler
- Uhlmann, Erich (1904–1988), deutscher Elektrotechniker
- Uhlmann, Felix (* 1969), Schweizer Rechtswissenschafter und Hochschullehrer
- Uhlmann, Georg (* 1922), deutscher Lehrer und Historiker
- Uhlmann, Gunther (* 1952), chilenisch-US-amerikanischer Mathematiker
- Uhlmann, Gyburg (* 1975), deutsche Altphilologin
- Uhlmann, Hans (1900–1975), deutscher Zeichner und BildhauerHans Uhlmann (1900–1975)

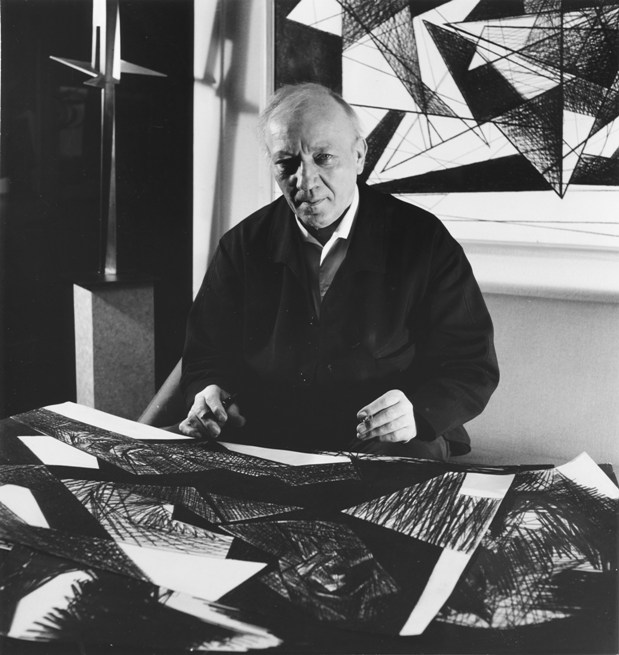
Hans Uhlmann (1900–1975)

- Uhlmann, Hans (* 1933), Schweizer Politiker (SVP)
- Uhlmann, Joachim (1925–2020), deutscher Lyriker, Maler und literarischer Übersetzer
- Uhlmann, Josef (1902–1968), deutscher Fechter und Unternehmer
- Uhlmann, Karl (1833–1902), sächsischer Landtagsabgeordneter für die Fortschrittspartei
- Uhlmann, Markus (* 1968), deutscher Maschinenbauingenieur und Hochschullehrer
- Uhlmann, Otto (1891–1980), Schweizer Dirigent und Komponist
- Uhlmann, Peter (* 1948), deutscher Übersetzer
- Uhlmann, Petra (* 1960), deutsche Politikerin (CDU), Landesministerin von Mecklenburg-Vorpommern
- Uhlmann, René (* 1987), Liechtensteiner Naturbahnrodler
- Uhlmann, Tanja (* 1984), Schweizer Snowboarderin
- Uhlmann, Thees (* 1974), deutscher Sänger und MusikverlegerThees Uhlmann (* 1974)

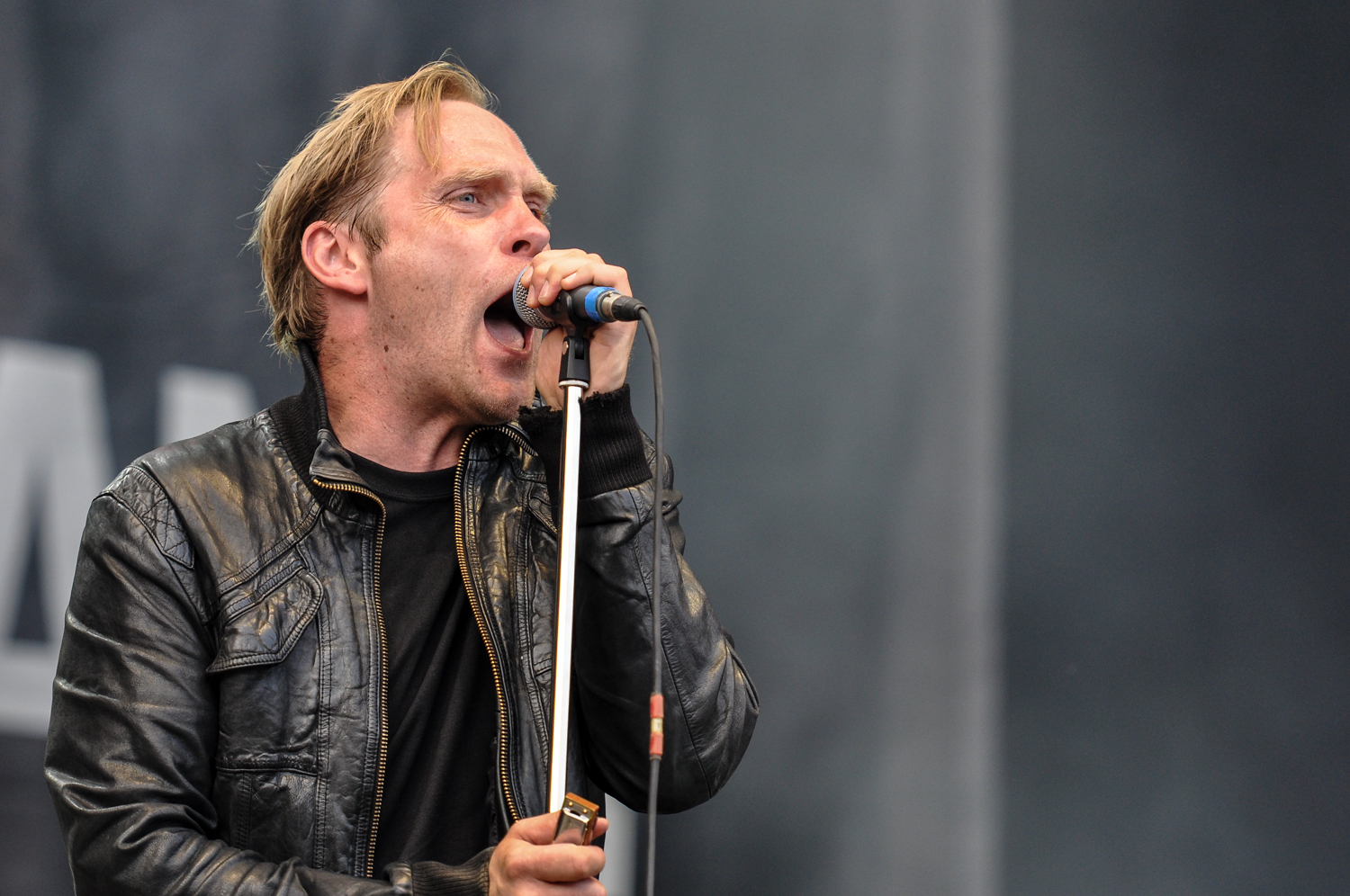
Thees Uhlmann (* 1974)

- Uhlmann, Walter (1904–1991), deutscher Kommunist und Gewerkschafter
- Uhlmann, Werner (1928–2011), deutscher Mathematiker
- Uhlmann, Wolfgang (1935–2020), deutscher Schachspieler
- Uhlmann, Wolfgang (* 1938), deutscher Wirtschaftshistoriker
- Uhlmann-Bixterheide, Wilhelm (1872–1936), deutscher Schriftsteller und Herausgeber

#### Uhlo
- Uhlová, Saša (* 1977), tschechische Investigativjournalistin

#### Uhlr
- Uhlrich, Claus (1930–2019), deutscher Germanist und Buchautor
- Uhlrich, Heinrich Sigismund (1846–1937), deutscher Holzstecher

#### Uhls
- Uhlschmid, Helen (* 1903), deutsche Übersetzerin

#### Uhlw
- Uhlworm, Oscar (1849–1929), deutscher Botaniker

#### Uhly
- Uhly, Steven (* 1964), deutscher Schriftsteller und Übersetzer
- Uhlyárik, Jenő (1893–1974), ungarischer Säbelfechter

### Uhm
- Uhm Ji-won (* 1977), südkoreanische Schauspielerin
- Uhm, Jung-hwa (* 1969), südkoreanische Sängerin und Schauspielerin
- Uhm, Peter van (* 1955), niederländischer General, ehemaliger oberster Kommandeur der niederländischen Streitkräfte
- Uhmann, Erich (1881–1968), deutscher Entomologe
- Uhmann, Stefan (* 1986), deutscher Volleyball- und Beachvolleyballspieler

### Uhn
- Uhnak, Dorothy (1930–2006), US-amerikanische Polizistin und Schriftstellerin von Kriminalromanen

### Uhr
- Uhr, Adrian (* 1995), Schweizer Unihockeyspieler
- Uhr, Markus (* 1974), Schweizer Künstler
- Uhr, Martina (* 1961), deutsche Politikerin (AfD), Bundestagsabgeordnete
- Uhre, Lars (* 1972), dänischer Badmintonspieler und -trainer
- Uhre, Mikael (* 1994), dänischer Fußballspieler
- Uhrich, Jean-Jacques (1802–1886), französischer Offizier und General
- Uhrich, John Michael (1877–1951), kanadischer Politiker, Vizegouverneur von Saskatchewan
- Uhrig, Charlotte (1907–1992), deutsche Sozialdemokratin, Widerstandskämpferin und Ehefrau des 1944 hingerichteten kommunistischen Widerstandskämpfers Robert Uhrig
- Uhrig, Helmuth (1906–1979), deutscher Steinmetz, Bildhauer, Maler, Glasmaler, Holzschnitzer und Mosaikkünstler
- Uhrig, Ignatz (1820–1861), deutscher Unternehmer, Brauer und Gastronom
- Uhrig, Joseph (1808–1874), deutscher Unternehmer, Brauer und Gastronom
- Uhrig, Karl Theodor (1923–2000), deutscher Politiker (CDU), MdL
- Uhrig, Max-Rainer (1944–2025), deutscher Publizist, Herausgeber und Privatgelehrter
- Uhrig, Michelle (* 1996), deutsche Eisschnellläuferin
- Uhrig, Peter (* 1965), deutscher Ruderer
- Uhrig, Pius (1896–1973), deutscher Arbeiter, Landwirt und Politiker (KPD), MdR
- Uhrig, Robert (1903–1944), deutscher Kommunist und Widerstandskämpfer
- Uhrig, Wolfgang (* 1940), deutscher Journalist
- Uhrin junior, Dušan (* 1967), tschechischer Fußballspieler und trainer
- Uhrin, Dušan (* 1943), tschechoslowakischer Fußballspieler und -trainer
- Uhrlandt, Ilka (* 1970), deutsche Tischtennisspielerin
- Uhrlass, Arnie (1931–2024), US-amerikanischer Radrennfahrer und Eisschnellläufer
- Uhrlau, Ernst (* 1946), deutscher Beamter, Geheimdienstkoordinator der Bundesregierung (Deutschland)
- Uhrmacher, Hildegard (* 1939), deutsche Opernsängerin (Sopran)
- Uhrmacher, Martin (* 1971), deutsch-luxemburgischer Mittelalterhistoriker und Hochschullehrer
- Uhrmacher, Tillmann (1967–2011), deutscher DJ, Musikproduzent und Radiomoderator
- Uhrmann, Michael (* 1978), deutscher SkispringerMichael Uhrmann (* 1978)

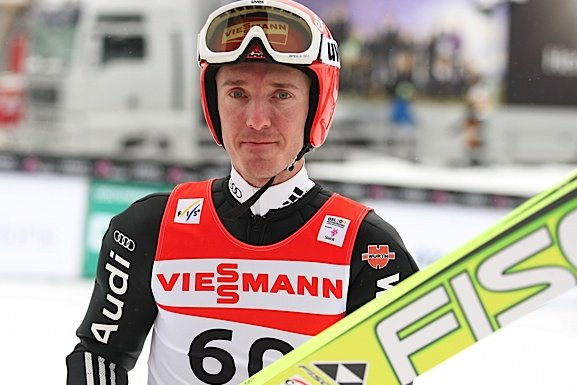
Michael Uhrmann (* 1978)

- Uhry, Alfred (* 1936), amerikanischer Schriftsteller

### Uhs
- Uhsadel, Walter Franz (1900–1985), deutscher Religionspädagoge und Professor für praktische Theologie
- Uhse, Beate (1919–2001), deutsche Pilotin und Unternehmerin
- Uhse, Bodo (1904–1963), deutscher Schriftsteller (SED), MdV
- Uhse, Erdmann (1677–1730), deutscher Historiker, Lexikograf und Polyhistor
- Uhse, Horst (1917–1978), deutscher Schauspieler bei Bühne, Film, Hörfunk und Fernsehen
- Uhse, Janina (* 1989), deutsche SchauspielerinJanina Uhse (* 1989)

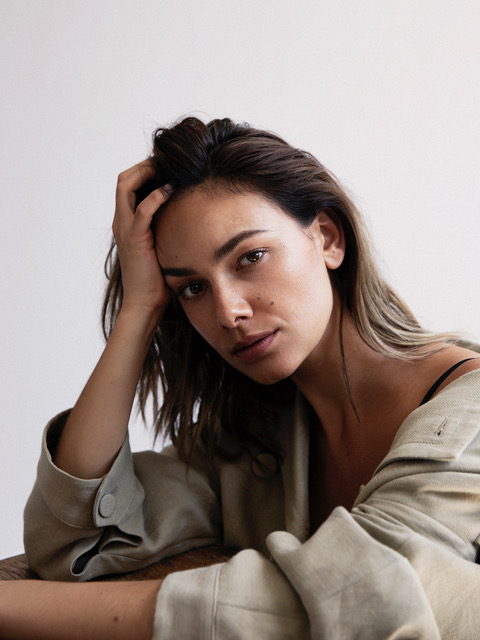
Janina Uhse (* 1989)

- Uhsemann, Ernst (1882–1945), deutscher Heimatforscher und Rektor

### Uht
- Ühtegi, Riho (* 1964), estnischer Generalmajor
- Uhtenwoldt, Hermann (1911–1944), deutscher Historiker
- Uhthoff, Andreas Friedrich (1780–1860), deutscher Unternehmer und Fabrikant
- Uhthoff, Gerda (1896–1988), deutsche Schriftstellerin
- Uhthoff, Wilhelm (1853–1927), deutscher Ophthalmologe und Hochschullehrer; Rektor in Breslau
- Uhtred, König von Hwicce
- Uhtred († 1016), Earl von Northumbria (1006–1016)
- Uhtred, Lord of Galloway († 1174), schottischer Magnat